# Erythrodecton
Erythrodecton — рід грибів родини Roccellaceae. Назва вперше опублікована 1991 року.

## Класифікація
До роду Erythrodecton відносять 3 види:
- Erythrodecton granulatum
- Erythrodecton kurzii
- Erythrodecton malacum